# Sony Dwi Kuncoro
Sony Dwi Kuncoro (Surabaya, 7 luglio 1984) è un giocatore di badminton indonesiano.

## Palmarès

### Olimpiadi
- 1 medaglia:
  - 1 bronzo (Atene 2004 nel singolo)

### Mondiali
- 2 medaglie:
  - 1 argento (Kuala Lumpur 2007 nel singolo)
  - 1 bronzo (Hyderabad 2009 nel singolo)

### Sudirman Cup
- 4 medaglie:
  - 2 argenti (Pechino 2005 nel misto; Glasgow 2007 nel misto)
  - 2 bronzi (Eindhoven 2003 nel misto; Guangzhou 2009 nel misto)

### Thomas Cup
- 5 medaglie:
  - 1 oro (Guangzhou 2002)
  - 1 argento (Kuala Lumpur 2010)
  - 3 bronzi (Giacarta 2004; Tokyo 2006; Giacarta 2008)

### Giochi asiatici
- 2 medaglie:
  - 2 bronzi (Doha 2006 a squadre; Guangzhou 2010 a squadre)

### Campionati asiatici
- 4 medaglie:
  - 3 ori (Bangkok 2002 nel singolo; Giacarta 2003 nel singolo; Hyderabad 2005 nel singolo)
  - 1 argento (Kuala Lumpur 2004 nel singolo)

### Giochi del Sud-Est asiatico
- 7 medaglie:
  - 5 ori (Ho Chi Minh 2003 nel singolo; Ho Chi Minh 2003 a squadre; Manila 2005 nel singolo; Nakhon Ratchasima 2007 a squadre; Vientiane 2009 a squadre)
  - 2 argenti (Manila 2005 a squadre; Vientiane 2009 nel singolo)